# Tolata
Tolata è un comune (municipio in spagnolo) della Bolivia nella provincia di Germán Jordán (dipartimento di Cochabamba) con 7.341 abitanti (dato 2010).

## Cantoni
Il comune è formato dall'unico cantone omonimo.